# Eyeshield 21
Eyeshield 21 (アイシールド２１, Aishīrudo nijūichi) est un shōnen manga scénarisé par Riichirō Inagaki et dessiné par Yusuke Murata dont le thème est le football américain. Il fut prépublié dans le magazine hebdomadaire Weekly Shōnen Jump de Shūeisha entre le 23 juillet 2002 et le 15 juin 2009 et est compilé en 37 tomes. La version française est éditée en intégralité par Glénat.
Il a été adapté à trois reprises : une première OAV lors du festival annuel de l'éditeur en 2004 ; une seconde OAV lors du festival annuel de l'éditeur en 2005 puis une série animée de 145 épisodes produite par le Studio Gallop entre le 6 avril 2005 et le 19 mars 2008. En France, l'anime est édité par Kazé et est diffusé sur Game One depuis septembre 2009, puis sur France Ô et MCM depuis septembre 2012.
L'univers sportif du manga s'y prêtant, il a également été adapté à de multiples reprises sous forme de jeux vidéo de football américain.

## Synopsis
Sena Kobayakawa, le héros de l'histoire, est un jeune homme frêle et craintif. À force de jouer les larbins pour les autres, il a acquis une vitesse de course phénoménale. Dès son arrivée au lycée, il est remarqué par Yōichi Hiruma, le démoniaque Quarter Back de l'équipe de football américain de son lycée, les Deimon Devil Bats. Si, au début, Sena accepte d'en faire partie en tant que simple secrétaire, il va rapidement devenir Eyeshield 21, le mystérieux Running Back de l'équipe. Incognito derrière sa visière teintée verte, il constitue par sa rapidité l'arme secrète des Deimon Devil Bats. L'histoire se focalise tout autant sur l'évolution de l'équipe, sur l'élargissement de son effectif, que sur le rêve irréaliste des vétérans du club, Hiruma et Kurita, de participer au Christmas Bowl.

## Personnages

### Équipe des Deimon Devil Bats
- Sena Kobayakawa (小早川瀬那?) est le chétif personnage principal du manga, secrétaire et surtout Running Back des Deimon Devil Bats. Il n'a aucun ami, excepté Mamori qui veille sur lui depuis l'enfance, et qui a une confiance en lui proche de zéro. Ainsi, depuis la maternelle, les autres profitent de sa timidité et de sa fragilité pour s'en servir comme larbin. Mais son ami Riku Kaitani lui apprend à courir pour se défendre contre ceux qui lui veulent du mal. Lorsqu'il entre en première année au lycée Deimon, il cherche un club pour se faire des amis. Par un concours de circonstances, il vient à parler avec le gentil Kurita de l'équipe de football américain. Constatant le faible nombre de joueurs (ils ne sont que 2, avec Hiruma) mais effrayé par la brutalité de ce sport, il se propose comme secrétaire. Hiruma, qui l'a déjà vu courir, sent qu'il tient un joueur de choix pour son équipe et le fait rapidement jouer (de force) sur le terrain. C'est ainsi que Sena devient le Running Back de l'équipe, bien caché derrière sa visière teintée pour que son identité reste confidentielle. Au fur et à mesure des épreuves traversées, il développe des techniques personnelles telles que le Devil Bat Ghost, ou le Devil Bat Hurricane, mais également une envie de se surpasser afin de devenir un membre responsable sur qui on peut compter.

- Yōichi Hiruma (蛭魔妖一?), le démoniaque Quarter Back et le Capitaine de l'équipe, âgé de 17 ans, est en deuxième année au lycée Deimon, et constitue le principal élément délirant de l'histoire. Dans la vie de tous les jours, son intelligence lui permet d'inventer toutes sortes de combines et de manipulations pour parvenir à ses fins. Il collectionne par exemple des informations compromettantes sur tout le monde, afin de pouvoir exiger ce qu'il veut à n'importe qui en cas de besoin, informations qu'il conserve dans son fameux « carnet de menace » qu'il n'hésite jamais à utiliser. Toujours prompt à sortir la mitraillette ou le bazooka, c'est un démon craint de tous. Sur le terrain, même s'il est aussi effrayant pour ses coéquipiers, c'est aussi un fin tacticien qui comble les lacunes de ses joueurs par des stratégies diverses et parfois peu scrupuleuses. On remarque toutefois qu'il met en avant et exploite les qualités propres à chacun de ses coéquipiers. En plus de son intelligence, Hiruma est un Quarter Back aux passes expertes (comme Kidd ou Takami).

- Ryōkan Kurita (栗田良寛?), le Center de la ligne des Deimon Devil Bats, est en deuxième année à Deimon, tout comme Hiruma. Véritable colosse tout rond et souriant, c'est une présence rassurante de l'équipe en contraste face à Hiruma. C'est d'ailleurs lui qui explique petit à petit à Sena les règles du football américain. Sa taille et son poids considérables (Kurita est un grand amateur de pâtisseries) en font un joueur au plaquage particulièrement redoutable.

- Depuis tout petit, Tarō Raimon (雷門太郎?) est fan de baseball. Il s'est même juré de devenir aussi fort que Masaru Honjō, un ancien joueur professionnel pour qui il nourrit une admiration sans bornes. Seulement, si ses réceptions sont excellentes, ses transmissions de balle sont désastreuses, ce qui lui coûte sa place dans l'équipe de baseball du lycée Deimon. Sena lui demande alors de rejoindre l'équipe de football américain, qui a vraiment besoin d'un bon Wide Receiver. Si au début, Tarō refuse, la présence de Mamori et quelques manigances de Hiruma le décident à intégrer l'équipe. Surnommé Monta, il est souvent qualifié de singe à cause de sa tête et de sa capacité à manger ou de saisir des objets avec ses pieds. Autrement, c'est le premier à remarquer qu'Eyeshield 21 est, en réalité, Sena. Devenu Wide Receiver dans l'équipe de Deimon, il découvre son potentiel à ce poste et réalise d'impressionnantes réceptions comme la réception à une main ou le "Devil Back Fire" (une réception de la balle de dos, en pleine course).

- Daikichi Komusubi (小結大吉?) voue une profonde admiration à Kurita, qu'il considère comme son maître, et veut donc lui aussi devenir Lineman. Il demande à rejoindre l'équipe après le match contre les Caméléons du bahut des rebelles et passe avec succès le test de la tour infernale. Il semble avoir de grandes difficultés à s'exprimer verbalement, excepté avec les "hommes forts" qui sont les seuls avec qui il communique étonnamment bien.

- Ayant passé toute sa vie à étudier jusqu'ici, Manabu Yukimitsu (雪光学?) aimerait se faire quelques bons souvenirs avant de quitter le lycée. C'est pour cette raison qu'il demande à intégrer l'équipe, en le cachant à sa mère car celle-ci s'opposerait à ce qu'il rejoigne un quelconque club au lieu d'étudier. D'un physique plutôt frêle, il a du mal à trouver sa place au sein de l'équipe, mais fait tout pour être reconnu par ses coéquipiers. Il évolue au poste de Wide Receiver.

- Tetsuo Ishimaru (石丸 哲生?) est le second Running Back. Il joue souvent le rôle de Full Back, pour bloquer l'adversaire et permettre à Sena de courir. Il fait partie du club d'athlétisme du lycée et a été recruté par Sena. Ishimaru est d'une telle discrétion que presque personne ne le remarque, ce qui se révèle un avantage dans certains matches.

- Sous le surnom des Frères Hein Hein (ハァハァ３兄弟?) se cachent 3 voyous du lycée Deimon que l'on voit toujours ensemble : Kazuki Jūmonji (十文字一輝), Kōji Kuroki (黒木浩二) et Shōzō Toganō (戸叶庄三), leur surnom leur venant de Hiruma, à cause de leur tic de langage, le fameux "Ha ? Haa ? Haa ?!". S'en étant pris à Sena dans le premier tome, celui-ci réussissant à leur échapper grâce à sa vitesse, Hiruma prit des photos compromettantes d'eux afin qu'ils ne touchent plus à nouveau à sa nouvelle recrue. À la suite de divers concours de circonstances (la recherche des négatifs de ces photos et une forte rivalité avec Daikichi), ils rejoignirent un peu malgré eux les rangs de l'équipe en tant que Linemen.

- Gen Takekura, dit Musashi (ムサシ?), le "Magnum des 60 yards" comme le surnomme Hiruma, était le Kicker des Deimon Devil Bats, du temps où il jouait avec Kurita et Hiruma. Il dut quitter l'équipe, à la suite d'un accident de son père, et travaille donc désormais à sa place, dans son entreprise de charpentier, construisant les nouveaux locaux des Deimon Devil Bats à chacune de leurs victoires. Il fera son retour dans l'équipe lors du match contre les Seibu Wild Gunmans dans le manga. Dans l'anime, il reviendra lors du match contre les spiders de Bando.

- Natsuhiko Taki (夏彦 瀧?), est le Tight End des Devil Bats. Sa force est sa souplesse. Il est le frère de Suzuna. Il vient d'Amérique ou aucun club de football américain ne voulait de lui.

- Yohei Satake (洋平 佐竹?), fait du basketball. Au départ, c'est Hiruma qui utilise son carnet pour le faire venir dans l'équipe. Il accepte et devient amoureux de Mamori. Il fait partie des Devil Bats en tant que Wide Receiver.

- Kenta Yamaoka (健太 山岡?), fait du basketball. Au départ, c'est Hiruma qui utilise son carnet pour le faire venir dans l'équipe. Il accepte et devient amoureux de Mamori. Il fait partie des Devil Bats en tant que Wide Receiver.

- Futoshi Omosadake (武太 重佐?), fait du sumo. Il aide Komusubi pour devenir plus fort. Il aime le flan à la mangue et déteste faire des efforts. Il ne peut jouer que 30 minutes. Il joue contre les Bando Spiders à la place de Natsuhiko. Il fait partie des Devil Bats en tant que Lineman.

### Équipe des White Knights d'Ōjō
- Seijūrō Shin (進清十郎?) est un garçon peu bavard. Sur le terrain, il est le meilleur joueur de son équipe. C'est un LineBacker extrêmement rapide, qui détient le record de vitesse sur 40 yards des équipes lycéennes, avant l'apparition d'Eyeshield 21. Il possède aussi une force impressionnante, et a une capacité d'analyse extrêmement développée pour tout ce qui concerne le football américain. De la nourriture aux entraînements, son mode de vie est totalement orienté football américain. Tout ceci fait de lui le pilier de l'équipe des White Knights, et certains vont même dire qu'il est le meilleur LineBacker du Japon.

- Haruto Sakuraba (桜庭春人?) est certes un Wide Receiver des White Knights, mais pour le grand public, c'est avant tout "Sakuraba de Jory Prod". Il a un physique plutôt avantageux, tourne dans des publicités, sort des produits dérivés... Tout cela fait de lui une sorte de star qui déclenche l'hystérie des fans féminines quoi qu'il fasse. Cette double pression de la part de son employeur, Jory Prod, et de la foule de ses fans lui rend parfois la vie difficile. Au sein de l'équipe, par contre, sa tendance à sécher les entraînements n'a pas fait de lui un joueur particulièrement bon (contrairement à ce que croient ses fans). Lors d'un séjour à l'hôpital, après un accident avec Sena, il va cependant retrouver l'envie de s'améliorer en tant que joueur, afin que sa célébrité ne soit pas usurpée, mais surtout de se mettre au même niveau que son ami Shin. Par la suite, Sakuraba se hissera à un niveau relativement élevé et deviendra réellement un des meilleurs receveurs du Japon.

- Makoto Otawara (大田原誠?) est une grosse brute sans cervelle, Centre de la ligne des White Knights. Pourtant, malgré sa force et son poids, il est toujours battu par son vis-à-vis des Deimon Devil Bats, Kurita. Il est le Capitaine de l'équipe des White Knights.

- Ichirō Takami est le Quarter Back de l'équipe des White Knights. Il est une personne très douée dans ce domaine et fait souvent équipe avec Sakuraba, car le fait qu'ils soient tous les deux de grande taille lui permet de lancer des passes que seul son coéquipier est en mesure de rattraper. Des jambes fragiles et une faible condition physique le handicapent lourdement, handicap qu'il s'efforce de pallier par une très bonne lecture du jeu. Takami se révélera également un tacticien hors pair, allant jusqu'à presque faire jeu égal avec le Quarter Back de Deimon, Yōichi Hiruma.

### Équipe des Seibu Wild Gunmans
- Riku Kaitani est le Running Back de l'équipe. C'est lui qui a enseigné à Sena sa technique de course, quand ils étaient en primaire. Il est une des armes maîtresses de son équipe, grâce à sa vitesse et à sa technique : le Rodeo Drive. C'est également lui qui fait progresser Seijuro Shin en lui apprenant son Rodeo Drive.

- Shien Mushanokoji dit "Kidd" est le Quarter Back de Seibu. Il est lui aussi une arme maîtresse de son équipe, grâce à son lancer ultra rapide (le plus rapide du Kanto).

- Jō Tetsuma est le Wide Receiver de Seibu et le plus grand rival Taro Raimon. Il est souvent représenté comme une locomotive pendant les match car il est très rapide et suit toujours les tracés de passes. Il prend toujours tout au pied de la lettre et fait toujours ce qu'on lui demande. C'est également l'ami d'enfance de Kidd.

- Buffalo Ushijima est le Centre et le Capitaine de Seibu. Il utilise la technique du Dual Horn pour ravager les lignes adverses, aux moyens de ses deux bras qu'il utilise comme des cornes qui viennent frapper les flancs de l'adversaire.

## Manga

### Fiche technique
- Édition japonaise : Shūeisha
  - Nombre de volumes sortis : 37 (terminé)
  - Date de première publication : décembre 2002
  - Prépublication : Weekly Shōnen Jump, juillet 2002 - juin 2009[1]
- Édition française : Glénat
  - Nombre de volumes sortis : 37 (terminé)
  - Date de première publication : mars 2005
  - Format : 115 mm x 180 mm
  - 192 pages par volume
- Autres éditions :
  -   VIZ Media
  -  Elex Media Komputindo
  -  Daiwon
  -  Panini Comics

## Anime

### OAV
À l'occasion de l'édition 2004 du Jump Festa (une convention japonaise annuelle organisée par le magazine Weekly Shōnen Jump pour promouvoir leurs séries), Eyeshield 21 a été adapté en une OAV d'une trentaine de minutes. Intitulée Maboroshi no Golden Bowl, elle met en scène un match opposant les Deimon Devil Bats aux Uraharajuku Boarders à l'occasion du Golden Bowl. Cette histoire a également fait l'objet d'un roman sorti en mai 2004, écrit par Hasegawa Katsumi et illustré par Yūsuke Murata.
Au Jump Festa 2005, Eyeshield 21 a à nouveau connu les honneurs d'une adaptation en OAV, intitulée Christmas Bowl e no michi ~ Minami no shima de tokkun da ! Yaa-Haa !.

### Série télévisée
Le manga a été adapté en une série télévisée, diffusée depuis le 6 avril 2005 à raison d'un épisode par semaine sur TV Tokyo. Une des particularités de la série est la présence des eyecatchs au milieu des épisodes, ce qui permet aux spectateurs d'apprendre les règles de ce sport. En France, l'animé est distribué par Kazé et 2 épisodes ont été diffusés sur Nolife dans le cadre d'une soirée spéciale, sur Game One à partir du 31 août 2009, et sur France 4 dans le cadre de l'émission Ludo depuis juillet 2014 les samedis et dimanche matin.

#### Fiche technique
- Année : 2004-2009
- Auteur original : Yūsuke Murata, Riichirō Inagaki
- Réalisation : Masayoshi Nishida
- Musique : Kō Ōtani
- Character design : Hirotoshi Takaya
- Studio d'animation : Studio Gallop
- Licencié par :
  -  Japon : TV Tokyo
  -  France : Kazé
- Nombre d'épisodes : 145
- Durée : 20 minutes
- Dates de première diffusion :
  -  TV Tokyo : 6 avril 2005
  -  Game One : septembre 2009
- Version française réalisée par :
  - Société de doublage : Cinélume[6]
  - Direction artistique : Joey Galimi[6]

#### Doublage
| Personnages            | Personnages            | Voix japonaises  | Voix québécoises             |
| ---------------------- | ---------------------- | ---------------- | ---------------------------- |
| Sena Kobayakawa        | Sena Kobayakawa        | Miyu Irino       | Laurent-Christophe De Ruelle |
| Hiruma Yōichi          | Hiruma Yōichi          | Atsushi Tamura   | Martin Desgagné              |
| Kurita Ryōkan          | Kurita Ryōkan          | Kouichi Nagano   | Olivier Visentin             |
| Mamori Anezaki         | Mamori Anezaki         | Aya Hirano       | Claudia-Laurie Corbeil       |
| Raimon "Monta" Tarō    | Raimon "Monta" Tarō    | Kappei Yamaguchi | Hugolin Chevrette            |
| Komusubi Daikichi      | Komusubi Daikichi      | Yuka Iguchi      | Patrice Bélanger             |
| Jūmonji Kazuki         | Jūmonji Kazuki         | Takanori Hoshino | Éloi Archambaudoin           |
| Kuroki Kōji            | Kuroki Kōji            | Masami Iwasaki   | Philippe Martin              |
| Toganō Shōzō           | Toganō Shōzō           | Takeshi Maeda    | Patrick Chouinard            |
| Yukimitsu Manabu       | Yukimitsu Manabu       | Masaru Hotta     | Nicholas Savard L'Herbier    |
| Takekura "Musashi" Gen | Takekura "Musashi" Gen | Rikiya Koyama    | Benoit Éthier                |
| Natsuhiko Taki         | Natsuhiko Taki         | Kouji Ochiai     | Éric Paulhus                 |
| Devil Bat              | Devil Bat              | DJ Taro          | Sébastien Reding             |
| Taki Suzuna            | Taki Suzuna            | Shōko Nakagawa   | Stéfanie Dolan               |
| Machine Gun Sanada     | Machine Gun Sanada     | DJ Taro          | Daniel Picard                |

#### Musiques
| Opening (générique d'ouverture) | Épisodes  | Titre                 | Artiste          |
| ------------------------------- | --------- | --------------------- | ---------------- |
| 1                               | 1 - 35    | Breakthrough          | Coming Century   |
| 2                               | 36 - 64   | Innocence             | 20th Century     |
| 3                               | 65 - 103  | Dang Dang             | ZZ               |
| 4                               | 104 - 126 | Blaze Line            | BACK-ON          |
| 5                               | 127 - 145 | Honoo no Running back | SHORT LEG SUMMER |

| Ending (générique de fin) | Épisodes  | Titre             | Artiste          |
| ------------------------- | --------- | ----------------- | ---------------- |
| 1                         | 1 - 14    | Be Free           | Rikkenzu         |
| 2                         | 15 - 35   | Blaze Away        | The TRAX         |
| 3                         | 36 - 64   | Goal              | Beni Arashiro    |
| 4                         | 65 - 100  | Run to Win        | Aya Hirano       |
| 5                         | 101 - 115 | A day dreaming... | BACK-ON          |
| 6                         | 116 - 126 | Flower            | BACK-ON          |
| 7                         | 127 - 144 | Song of power     | SHORT LEG SUMMER |
| 8                         | 145       | Dang Dang         | ZZ               |

- Insert songs

1. Be SURVIVOR by ZZ
2. Chain Of Power by V6
3. MIDNIGHT SUNSHINE by Oujou White Knights
4. Chain of Power by Deimon Devil Bats
5. Light by My_Kiss

## Produits dérivés

### Publications
- Anime comics
Les deux OAV ont été adaptés en anime comics :
  - Le premier est sorti le 24 mai 2004 au Japon[8] ;
  - Le second est sorti le 26 mai 2006 au Japon[9].

- Data Book
Un Data Book nommé Ballers High (公式データブック超選手列伝BALLERS　HIGH?) est sorti le 4 octobre 2005 au Japon[10] et en novembre 2011 en France[11].

- Art Book
Un Artbook nommé FIELD of COLORS est sorti le 2 novembre 2006 au Japon[12].

### Jeux vidéo
Comme la plupart des mangas qui ont du succès, Eyeshield 21 a été adapté en jeu vidéo. Les droits ont été achetés par Nintendo pour ses propres consoles et par Konami pour les consoles Sony. Cinq jeux sont sortis:
- Amefoot yarōze! Ya-!Ha-! de Konami sur PlayStation 2, sorti le 22 décembre 2005
- Max Devil Power! de Nintendo sur Nintendo DS, sorti le 2 février 2006
- Portable Edition de Konami sur PSP, sorti le 2 mars 2006
- DevilBats DevilDays de Nintendo sur Game Boy Advance, sorti le 6 avril 2006.
- Eyeshield 21: Field Saikyou no Senshi Tachi de Nintendo sur Wii, sorti le 8 mars 2007

De ces cinq jeux, seule l'adaptation DS a reçu de bonnes critiques, en proposant un gameplay utilisant l'écran tactile, et est la seule à s'être bien vendue, avec environ 100 000 exemplaires écoulés selon Famitsu.
À noter que certains personnages d'Eyeshield 21 ont aussi fait une apparition dans Jump Super Stars ainsi que dans sa suite, Jump Ultimate Stars, sortis sur Nintendo DS.

## Matchs

### Dans le manga

#### Tournoi de Tokyo de printemps
- 1er match contre les Cupid de Koigahama : 6 - 3
- 2e match contre les White Knights d'Ōjō : 12 - 68

Fin du tournoi pour l'équipe

#### Matchs amicaux
- 1er match contre les Caméléons de Zokuto (Caméléons du lycée des Rebelles) : 46 - 28
- 2e match contre les Sphinx de Taiyō : 20 - 20

#### Match pour représenter le Japon contre l'Amérique
- Match contre les Nasa Aliens : 32 - 33

#### Tournoi de Tokyo d'automne
- 1er match contre les Cyborgs d'Amino : 38 - 8
- 2e match contre les Guts de Yuhi : 56 - 6
- 3e match contre Scorpions de Dokubari : 42 - 0
- 4e match contre les Poséidons de Kyoshin : 24 - 23
- 5e match (demi-finale) contre les Wild Gunmans de Seibu : 42 - 44
- 6e match (3e place) contre les Spiders de Bandō : 24 - 23

#### Tournoi du Kanto d'automne
- 1er match contre les Nagas de Shinryūji : 36 - 35
- 2e match (demi-finale) contre les White Knights d'Ōjō : 42 - 40
- 3e match (finale) contre les Dinosaurs de Hakushu : 43 - 42

Les Devil Bats sont champions du Kanto et sont qualifiés pour le Christmas Bowl.

#### Christmas Bowl
- Match contre les Alexanders de Teikoku : 45 - 44

Les Devil Bats deviennent les champions du Japon.

#### Tournoi All-stars lycéens du monde
- 1er match les remplaçants des All-stars japonais contre l'équipe All-stars russes : 34 - 20
- 2e match les All-stars japonais contre l'équipe All-stars Militaria : 77 - 0
- 3e match (demi-finale) les All-star japonais contre l'équipe All-stars allemandes : 34 - 24
- 4e match (finale) les All-stars japonais contre l'équipe All-stars américaines (45 - 45)

### Dans l'anime

#### Tournoi de Tokyo de printemps
- 1er match contre les Cupidons de Koigahama : 6 - 3
- 2e match contre les White Knights d'Ōjō : 12 - 68

Fin du tournoi pour l'équipe

#### Matchs amicaux
- 1er match contre les Caméléons de Zokuto (Caméléons du lycée des Rebelles) : 46 - 28
- 2e match contre les Sphinx de Taiyō : 20 - 20

#### Match pour représenter le Japon contre l'Amérique
- Match contre les Nasa Aliens : 32 - 33

#### Tournoi de Tokyo d'automne
- 1er match contre les Cyborgs d'Amino : 36 - 14
- 2e match contre les Guts de Yuhi : 56 - 7
- 3e match contre Scorpions de Dokubari : 42 - 14
- 4e match contre les Poséidons de Kyoshin 24 - 23
- 5e match (demi-finale) contre les Wild Gunmans de Seibu : 32 - 35
- 6e match (pour la 3e place) contre les Spiders de Bandō : 37 - 36

#### Coupe Choux à la Crème
- 1er match de la coupe Choux à la Crème : les Northern Light Blizzards contre les Nasa Shuttle : 31 - 14
- 2e match contre les Savanna Survivors : 28 - 0
- 3e match contre les Northern Light Blizzards : 24 - 21

#### Matchs du Death Game
- 1er match contre les Deers de Hashiratani : 24 - 0
- 2e match contre les Caméléons de Zokuto : 12 - 7
- 3e match contre le mélange entre les Spiders de Bando et les Poséidons de Kyoshin : 28 - 21
- 4e match contre les Sphinx de Taiyō : 7 - 7
- 5e match contre les Nasa Aliens : 84 - 77

#### Tournoi du Kanto d'automne
- 1er match contre les Nagas de Shinryūji : 36 - 35
- 2e match (demi-finale) contre les White Knights d'Ojo : 28 - 27

L'anime se termine après ce match contre les White Knights, à l'épisode 145.

### Le Christmas Bowl
Le Christmas Bowl n'est pas un trophée, mais, à l'instar du Super Bowl, un match opposant les deux finalistes d'un tournoi : L'un vient de la province du Kansai (par extension, tout l'Ouest du pays), l'autre du Kantō (de même pour l'Est). Il y a donc deux tournois : Celui du Kansai, et celui du Kantō, les Deimon Devil Bats se trouvant dans la région du Kantō. Chacun des deux tournois se déroule en deux parties :
- D'abord, une série cinq tournois régionaux dans le Kantō, dont celui de la région de Tokyo où participent 36 équipes, notamment les Deimon Devil Bats, mais aussi les Seibu Wild Gunmans et les Ōjō White Knights. Le nombre de tournois régionaux dans le Kansai est inconnu.
- À l'issue des matchs, du côté du Kantō, seules 8 équipes sont retenues sur les tournois régionaux : Trois de la région de Tokyo, deux de la région de Kanagawa, une de la région de Hokkaidō, une de la région de Shizuoka et une de la région du SIC. Le vainqueur de ce tournoi affronte le vainqueur du tournoi du Kansai.